# Ірена Книш
Ірена Книш (нар. 20 квітня 1909, Львів — 11 травня 2006, Вінніпег) — українська письменниця, літературознавиця, журналістка, публіцистка, дослідниця жіночого руху.

## Біографія
Народилася 20 квітня 1909 року у місті Львові. Вивчала славістику в Львівському університеті. Викладала в гімназіях Львова, Перемишля. У повоєнний час перебувала в Австрії, потім Франції. У 1949 році емігрувала до Канади, поселилася у Вінніпезі. Редагувала «Жіночу сторінку» в «Канадійському фермері». У 1969 році відвідала Україну у складі туристичної групи, під впливом вражень написала книгу «Віч-на-віч із Україною» (1970). Померла 11 травня 2006 року.

## Творчість
Авторка праць «Три ровесниці», «Патріотизм Анни Йонкер», «Жива душа народу», «Смолоскип в темряві», «Відгуки часу», «Жінка вчора й сьогодні», «Іван Франко та рівноправність жінки», «Ольга Басараб», «На службі рідного народу» та ін.
Окремі видання:
- Книш І. Відгуки часу. — Вінніпег: Накладом автора, 1956. — 404 с.
- Книш І. Віч-на-віч із Україною: горстка радянських вражень. — Вінніпег, 1970. — 126 с.
- Книш І. Жива душа народу: до ювілею українського танку. — Вінніпег, 1966. — 78 с.
- Книш І. Жінка вчора й сьогодні. Вибрані статті. — Вінніпег: Накладом автора, 1958. — 200 с.
- Книш І. Іван Франко та рівноправність жінки: У 100 річчя з дня народин. — Вінніпег, 1956. — 154 с.
- Книш І. Напередодні 500-річчя кривавого народовбивства. -Вінніпег, 1969. — 16 с.
- Книш І. Перші кроки на еміграції. — Вінніпег, 1955. — 39 с.
- Книш І. Смолоскип у темряві: Наталія Кобринська й український жіночий рух. — Вінніпег, 1957. — 302 с.